# استثمار مصغر
الاستثمار الصغير أو الاستثمار المصغر Micro-investing هو نوع من استراتيجيات الاستثمار التي تسمح للأفراد باستثمار مبالغ صغيرة من المال بانتظام بمرور الوقت. 

## الخلفية
تم تصميم الاستثمار المصغر لجعل الاستثمار أكثر سهولة وبأسعار معقولة، وخاصة بالنسبة لأولئك الذين قد لا يكون لديهم الكثير من المال للاستثمار أو الذين هم جدد في الاستثمار. أصبحت فكرة الاستثمار الصغير شائعة وأصبحت في متناول الجميع من خلال ظهور شركات التكنولوجيا المالية ( fintech ) مثل ستاش، وتطبيق روبن هود و Acorns. لقد أتاحت هذه الشركات والتطبيقات للأفراد استثمار مبالغ صغيرة من المال بشكل منتظم. 

## الاهمية
هذه التقنية هو مساعدة الناس على استثمار مبالغ صغيرة من المال بسهولة وبانتظام وبأسعار معقولة بهدف إضفاء الطابع الديمقراطي على الوصول إلى الخدمات والمنتجات المالية التي كانت متاحة بشكل عام للأثرياء فقط سابقا. يتيح هذا الابتكار في مجال التقنيات المالية للعديد من مستخدمي منصات الاستثمار الصغيرة استثمار مبالغ صغيرة جدًا من المال، مثل بضعة سنتات أو دولارات، ويمكن أن تتراكم هذه الاستثمارات الصغيرة بمرور الوقت لبناء محفظة أكبر.